# アルティウスリンク
アルティウスリンク株式会社（英語： Altius Link, Inc）は、コールセンターやバックオフィス事業を含むビジネス・プロセス・アウトソーシング (BPO) サービスを提供する会社である。
KDDI株式会社の完全子会社の株式会社KDDIエボルバと三井物産株式会社の持分法適用会社のりらいあコミュニケーションズ株式会社が経営統合し、2023年9月1日「アルティウスリンク株式会社」が発足した。国内・海外合わせて約100か所の拠点数と約5万6000人（連結）の人材を有する。

## 特徴
従来のカスタマーサービス（コールセンター）の領域を超えて、カスタマーエクスペリエンス (CX) を向上させる枠組みをソリューションとして提供することを提案している。実態・問題の把握から提供価値の整理・ソリューションの具体化を一気通貫で提供できるとしている。

## サービス

### コンタクトセンター・BPOサービス
- コンタクトセンター（コールセンター） - カスタマーサポート、アウトバンドコール、インサイドセールス、テクニカルサポート、社内ヘルプデスクなど。
- バックオフィス - バックオフィスサービス、RPA[注釈 1]サービス、BPA[注釈 2]サービス、eKYC[注釈 3]サービス、採用代行サービスなど。
- コンサルティング&アナリティクス - VOC分析サービス[注釈 4]、コンタクトセンター品質アセスメント、業務プロセス自動化アセスメントなど。
- オムニチャネル - ビジュアルIVR[注釈 5]、AIチャットボット、自動音声サービス、SMS送信サービスなど。
- 海外コンタクトセンター・BPOサービス - 海外グループ会社の活用によるCRM[注釈 6]サービスの提供。英語・スペイン語・アジア諸国等の言語で、電話・メール・チャットならびにバックオフィスサービスにも対応。

### ITソリューションサービス
- エンジニア派遣 - インフラ設計・構築・運用、システム開発・構築、セキュリティ設計・構築・運用など。
- ITアウトソーシング - インフラ運用・監視、システム運用・監視、セキュリティ運用・監視、ITヘルプデスク運用など。
- システムインテグレーション - ネットワーク・セキュリティ、サーバ・クラウドなどの構築・提供など。

### その他事業・サービス
- 人材派遣 - IT技術者・オフィスワーク人材派遣・企業受付・電話交換・紹介予定派遣・人材紹介など。コールセンター業務をメインにバックオフィス向け事務仕事の求人サイト「job-meets（ジョブミーツ）」を運営している。
- 電話番号案内 (104)
- 音声ガイダンス作成[注釈 7]
- 人材派遣管理システム「HRstation」
- 電報サービス「でんぽっぽ]」
- クラウド型介護報酬請求サービス「けあ蔵」

## 関連会社

### 国内
- 株式会社マックスコム - 通信業界、官公庁を中心としたコンタクトセンター、BPO事業
- 株式会社ウィテラス - 金融業界を中心としたコンタクトセンター、人材派遣事業
- アルティウスリンク アップス株式会社 - チャットツールの提供、コンサルティングおよび構築・運用
- 株式会社ビジネスプラス - 障がい者雇用特例子会社

### 海外
- Altius Inspiro, Inc. - 北米、フィリピン国内向けCRMサービス
- Altius Infocom, Inc. - 北米、フィリピン国内向けCRMサービス
- Altius Link Vietnam Joint Stock Company (JSC) - ベトナム国内向けCRMサービス、日本国内向けBPOサービス
- MOCAP Limited - タイ国内向けCRMサービス
- 盟世熱線信息技術（大連）有限公司 - （業務提携先）多言語対応のコンタクトセンター、バックオフィスサービス